# Абрау-Дюрсо
Абра́у-Дюрсо́ — село (раніше селище міського типу) в Краснодарському краї Росії, підпорядковане адміністрації міста Новоросійськ (Новоросійський внутріміський район). Розташоване за 14 км на захід від Новоросійська, на березі озера Абрау. Населення — 3 000 мешканців (2003).
Насправді Абрау і Дюрсо — два різних селища. Абрау знаходиться на березі озера, а Дюрсо — поблизу моря за сім кілометрів від Абрау.
Нині завод шампанських вин «Абрау-Дюрсо» — єдиний в Росії виробник, що випускає ігристе вино за класичною технологією шампанізації. Виробництво ігристих і столових вин в 2005 склало 5,8 млн пляшок (410 000 гектолітров).
У Абрау-Дюрсо — музей шампанського.
В серпні 2002 року гребля на річці Дюрсо була зруйнована, від чого були знищенні виноградники в її долині. Наразі винарня Абрау-Дюрсо використовує завозний, а не власний виноград.
У районі населеного пункту зона масового відпочинку.